# 可重入互斥锁
计算机科学中，可重入互斥锁（英語：reentrant mutex）是互斥锁的一种，同一线程对其多次加锁不会产生死锁。可重入互斥锁也称递归互斥锁（英語：recursive mutex）或递归锁（英語：recursive lock）。
如果对已经上锁的普通互斥锁进行「加锁」操作，其结果要么失败，要么会阻塞至解锁。而如果换作可重入互斥锁，当且仅当尝试加锁的线程就是持有该锁的线程时，类似的加锁操作就会成功。可重入互斥锁一般都会记录被加锁的次数，只有执行相同次数的解锁操作才会真正解锁。
递归互斥锁解决了普通互斥锁不可重入的问题：如果函数先持有锁，然后执行回调，但回调的内容是调用它自己，就会产生死锁。